# Uenuku
Uenuku (ou Uenuku-Kōpako, également donné à ceux qui portent son nom) est un atua des arcs-en-ciel et un ancêtre important dans la mythologie maorie. Les Maoris croyaient que l'apparition de l'arc-en-ciel représentait un présage, et l'une des offrandes annuelles qui lui étaient faites était celle des jeunes pousses de la première culture de kūmara. C'était un dieu tribal de la guerre invoqué avant les batailles, en particulier dans la moitié nord d'Aotearoa. On disait que si un taua (en) apparaissait sous l'arche de l'arc-en-ciel, il serait vaincu au combat, et que s'il apparaissait de chaque côté de l'arc-en-ciel, il serait victorieux. Les Maoris identifiaient les plumes de kāhu et une étoile particulière appelée Uenuku comme étant sacrées pour eux.
Dans les traditions de Ngāti Porou et Ngāi Tahu, Uenuku était l'ariki d'Hawaiki avec 71 fils, tous issus d'épouses différentes. Dans les traditions du nord du Pacifique, le chef Uanuku Rakeiora et son fils Ruatapu auraient vécu sur l'île de Ra'iātea il y a un peu plus de 27 générations, en tant que descendants de Tangiia, contemporain d'Iro-nui-ma-Oata (Whiro). Les tribus Aotea (en) et Arawa ont également des mythes liés au chef Uenuku d'Hawaiki.
Dans les mythes de Ngāi Tūhoe concernant l'ascension d'Uenuku à la divinité, il trahit la confiance de sa femme surnaturelle, Hinepūkohurangi, et erre sur terre à sa recherche jusqu'à ce qu'il meure et se transforme en une personnification de l'arc-en-ciel. La tribu revendique une descendance de l'union de Hinepūkohurangi et Te Maunga. Ce mythe est également connu des Ngāpuhi et des Ngāti Kahungunu de Wairoa, qui prétendent descendre de cette union, où Hinepūkohurangi est plutôt connu sous le nom de Tairi-a-kohu. Les tribus de la pirogue Kurahaupō (en) de Marlborough le considèrent également comme un ancêtre.
Uenuku a également une importance particulière pour les Maoris Tainui, qui auraient apporté son esprit d'Hawaiki à l'intérieur d'une pierre, puis l'auraient transféré dans la sculpture Te Uenuku (en). Les Waikato Tainui avaient l'habitude d'invoquer son esprit pour habiter temporairement de plus petites idoles en temps de guerre, qu'ils emportaient au combat pour représenter leur gardien.

## Ariki d'Hawaiki

### Uenuku et Turi
Selon les mythes du peuple de la pirogue Aotea (en), Hoimatua envoya son petit-fils Potikiroroa donner une partie d'une offrande brûlée à l'ariki, Uenuku. Malheureusement, le pauvre garçon trébucha à l'entrée de la maison d'Uenuku, Wharekura, ce qui dérangea tellement Uenuku qu'il le tua et le mengea cru,.
Au cours de l'été suivant, Turi (en), un parent de Hoimatua, tua le fils d'Uenuku, Hawepotiki, pour se venger. Lui et ses amis commencèrent ensuite à manger le corps et réussirent même à glisser le cœur de l'enfant dans un panier de nourriture destiné au chef Uenuku. Celui-ci déplorait l'absence de son fils, ne sachant pas où il était, et mordit involontairement dans son cœur. Il fut cependant rapidement informé des actes de Turi et jura calmement de se venger, menaçant de livrer les meurtriers de son fils à Toi-te-huatahi (en). L'épouse de Turi, Rongorongo (en), entendit plus tard Uenuku chanter des incantations de vengeance, alors Rongorongo emmena son peuple fuir à Aotearoa,.

### Uenuku et Tawheta
Selon la tradition, Uenuku était un descendant de Tūmatauenga. Il se mit en colère lorsque sa femme, Takarita, commit l'adultère avec deux autres hommes, et les tua tous les trois. Pour couronner le tout, il fit cuire le cœur de Takarita et le donna à manger à son fils Ira. Son frère, Tawheta, était plus que contrarié par cela, et rassembla donc un groupe d'hommes pour tendre une embuscade à cinq des fils d'Uenuku. Maputukiterangi, Ropanui, Mahinaiteata et Whiwhingaiterangi furent tués. Le cinquième, Rongoruaroa, survécut à peine, mais il fut blessé. Il se traîna jusqu'au pā d'Uenuku, qui avait involontairement accueilli ses ennemis comme invités pendant tout ce temps. Ayant appris l'attaque, et avec le sens du devoir d'un hôte hospitalier, il demanda aux invités de partir et avertit qu'il les poursuivrait à une date ultérieure.
Au bout d'un certain temps, Uenuku rassembla ses taua et attaqua le village de Tawheta. Le prêtre de Tawheta, Hapopo, et de nombreux autres membres de sa famille furent massacrés. Uenuku vola même la fille de Tawheta, Paimahutanga, pour en faire sa femme. Cette bataille fut appelée Whatiuatakamarae. Uenuku n'en avait pas fini pour autant et, à l'aide d'incantations et de sortilèges puissants, il invoqua une grande obscurité et les brumes des montagnes pour qu'elles montassent jusqu'à la terre, après quoi l'ennemi commença à massacrer les siens dans la confusion, jusqu'à ce qu'il ne restât plus que Tawheta et une poignée de ses hommes. Uenuku invoqua alors la lumière et massacra facilement les ennemis restants. Cette deuxième bataille fut appelée la bataille de Rotorua, ou Taiparipari.
Il existe une variante selon laquelle les deux enfants de Whena, Whatino et Wharo, étaient connus comme de grands voleurs et volèent probablement Uenuku à plusieurs reprises. Un jour, Uenuku réussit à les attraper et les tua probablement. Whena massacra alors tous les enfants d'Uenuku en représailles, à l'exception de Rongoueroa. Uenuku mena ensuite son taua chez Whena à Rarotonga. En invoquant le brouillard sur les forces de Whena, il remporta la bataille désormais appelée Te Rakungia. Après avoir dissipé le brouillard avec plus d'incantations, il attaqua à nouveau l'ennemi avec des chiens et réussit cette bataille appelée Te Mau-a-te-Kararehe à Rotorua. Après avoir combattu Te Moana-waipu, il rentra chez lui en Aotearoa, où Ruatapu naquit.
Dans les traditions de Ngāti Porou et de Ngāi Tahu, Uenuku aurait plus tard fait honte à Ruatapu, soit pour avoir marché sur le toit de sa maison, soit pour avoir utilisé son peigne sacré ou celui de Kahutia-te-rangi,, ou en se voyant refuser un toilettage tapu de ses cheveux avant que la famille ne parte sur une nouvelle pirogue qu'Uenuku avait construite — quelle que soit la raison, il ne put pas utiliser le peigne car il était le fils de la femme esclave d'Uenuku. Certains récits disent que Ruatapu était le premier-né, mais qu'il était toujours considéré le cadet de son jeune frère en raison de la différence de leur héritage. Après cela, Ruatapu rassembla les nobles d'Hawaiki dans une pirogue, puis les tua tous, à l'exception de Kahutia-te-rangi qui parvint à s'échapper et à migrer vers Aotearoa avec l'aide des dieux. Par la suite, dans certaines versions, il utilisa des incantations pour détruire la terre,.

### Uenuku et Tamatekapua
Dans les traditions Te Arawa, le chef Uenuku de l'île de Ra'iātea se fâcha avec un chien nommé Pōtaka Tawhiti, l'animal de compagnie de Houmaitawhiti, parce qu'il avait mangé la matière fuyante de l'ulcère d'Uenuku, commettant ainsi un acte de profanation. Il tua le chien, après quoi Toi-te-huatahi le consomma. L'ancêtre Tama-te-kapua et son frère Whakatūria, fils de Houmai, recherchèrent le chien et l'entendirent aboyer dans le ventre de Toi. Pour se venger, ils créèrent des échasses pour Tama (le plus grand des frères) et volèrent les fruits de l'arbre poroporo d'Uenuku,. Whakatūria fut capturé et pendu au toit de la maison d'Uenuku, où les gens dansaient et chantaient autour d'un feu en dessous de lui chaque nuit. Leur chant était apparemment si horriblement mauvais que les frères, profitant de l'obscurité, trouvèrent un moyen astucieux de tromper les gens pour qu'ils le relâchassent ; à la première opportunité qui se présentât, il dit aux gens que leur danse et leur chant étaient terribles, et ils le mirent au défi de faire mieux, avant de le laisser tomber. Il leur demanda de le choyer en nettoyant la suie et en lui donnant de beaux ornements pour qu'il pût s'habiller pour le bal. Il les trompa ensuite en leur faisant ouvrir la porte, afin qu'il pût sentir l'air frais, à l'extérieur duquel son frère Tama était arrivé avec deux poteaux en bois pour enfermer les gens à l'intérieur. Whakatūria parvint à courir à travers la porte ouverte, et les frères se précipitèrent vers le bâtiment depuis l'extérieur. Uenuku déclara la guerre et, avec son ami Toi, il attaqua le village de Houmai, mais les forces d'Uenuku furent finalement vaincues,. Whakatūria tomba également au combat, alors la pirogue Arawa fut envoyé à Aotearoa dans le but de trouver la signification de sa mort. À cette époque, la pirogue Tainui était également en route vers Aotearoa. Dans ce récit, Uenuku a vécu quatre générations après Ruatapu, qui était l'un des ancêtres de Houmaitawhiti.

## Uenuku et la jeune fille de la brume
Dans les traditions le plus souvent associées à Ngāi Tūhoe (les enfants de la brume), Uenuku était autrefois un humain et, un matin, alors qu'il était en train de chasser dans une clairière, il vit deux femmes. L'une d'elles s'appelait Hinepūkohurangi et semblait surgir de la brume matinale, et sa sœur était Hinewai. Elles étaient les filles de Ranginui, le père du ciel. Il persuada Hinepūkohurangi de rester un moment pour parler avec lui et de revenir la nuit suivante. Par la suite, elle revint le voir tous les soirs et, très vite, ils tombèrent amoureux. En tant que jeune fille de la brume, sa maison se trouvait dans le ciel, et elle devait donc le quitter à l'aube, à l'appel de sa sœur Hinewai. Enfin, elle accepta d'épouser Uenuku à condition qu'il ne parlât d'elle à personne.
Ils eurent quelques mois de bonheur, même si elle n'apparaissait encore que la nuit et partait à l'aube. Avec le temps, Hinepūkohurangi tomba enceinte, mais personne d'autre ne pouvait la voir et donc Uenuku fut moqué. Ses proches étaient sceptiques à l'égard de cette épouse qu'ils n'avaient jamais vue — selon certains récits, leur fille était déjà née. Il essaya d'expliquer que sa femme le quittait chaque matin aux premières lueurs du jour, alors ses amis lui suggérèrent de bloquer les portes et les fenêtres pour qu'elle ne pût voir le soleil. Finalement, après avoir été ridiculisé à plusieurs reprises, il fut convaincu de bloquer les fenêtres et la porte lorsqu'elle vînt le voir une nuit afin qu'elle ne pût voir la lumière du jour le matin, ce qui lui aurait permis de prouver qu'elle existait. C'est ce qu'il fit, mais bien sûr, la jeune fille de la brume se sentit trompée lorsqu'elle s'aperçut qu'il lui avait menti. Elle lui chanta un chant d'adieu, retourna dans le ciel et le quitta définitivement.

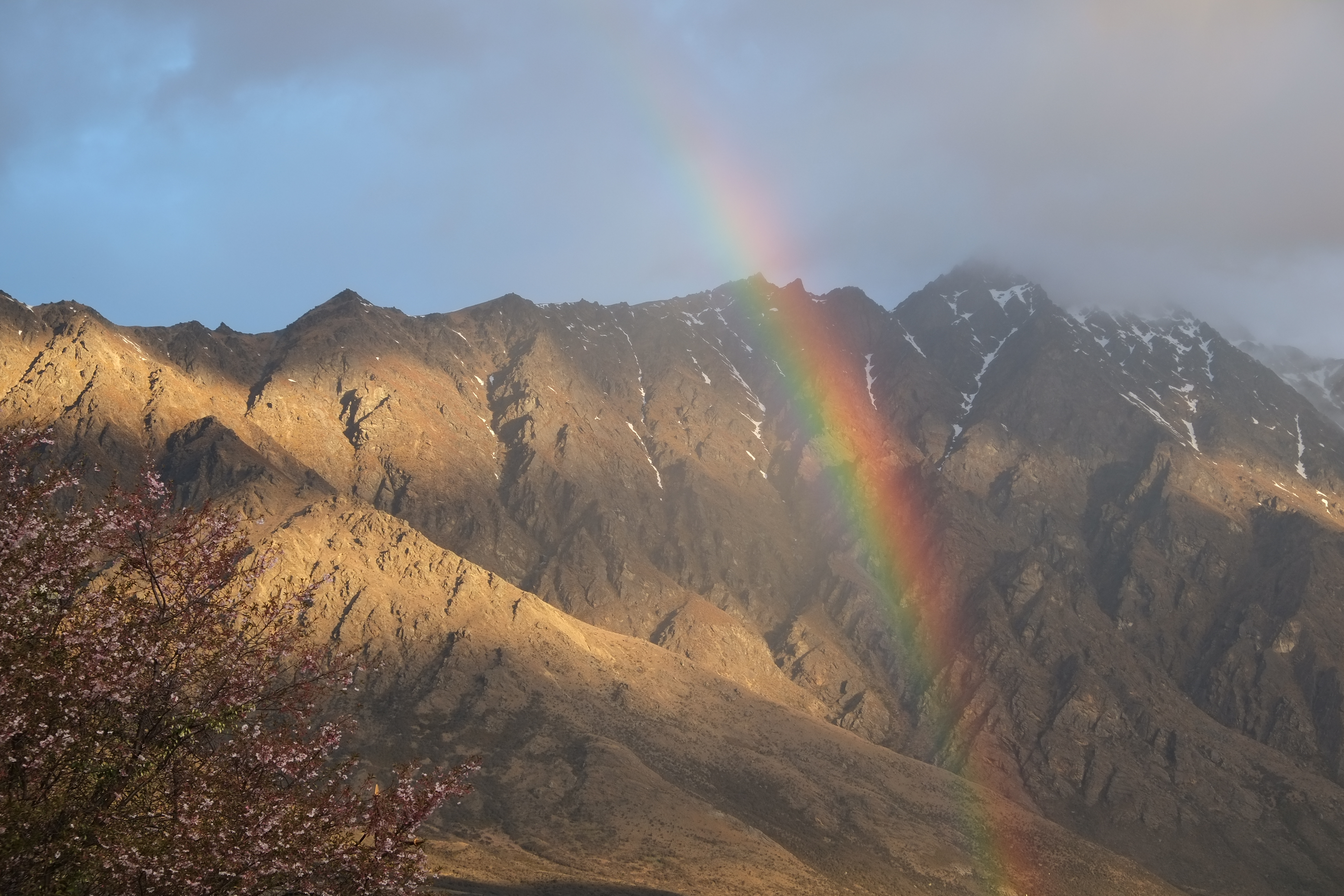
Arc-en-ciel au soleil du soir aux Remarkables. Uenuku est un célèbre atua de l'arc-en-ciel.

Uenuku parcourut le monde à la recherche de sa femme bien-aimée. Enfin, à l'approche de sa mort, le voyant seul et courbé par l'âge, Ranginui eut pitié et le transforma en arc-en-ciel pour qu'il puisse rejoindre sa famille dans le ciel, où ils demeurent encore aujourd'hui et veillent ensemble sur leurs descendants.
Le nom de la montagne Tapuae-o-Uenuku sur les chaînes de Kaikōura se traduit par « empreinte de l'arc-en-ciel », mais son ancien nom, le mont Tapuaenuku, qui signifie « traîner les pieds », était un mémorial au chef Tapuaenuku qui a gravi Nga Tapu Wae o Uenuku (« les marches sacrées d'Uenuku »), le chemin arc-en-ciel de son ancêtre dieu de la guerre Uenuku, sur Tapuae-o-Uenuku à la recherche de sa femme, une déesse. Il périt au sommet où les deux se rejoignirent dans l'au-delà, à l'instar d'Uenuku qui, dans les traditions Kurahaupō, escalada lui aussi une montagne à la recherche de sa propre femme et de son enfant surnaturels, où ils devinrent un ensemble de chaînes de montagnes,. Aujourd'hui, l'apparition d'un arc-en-ciel au-dessus de Tapuae-o-Uenuku rappelle son voyage,.

## Iwipupu et l'arc-en-ciel
Selon un autre mythe, Uenuku rendit visite à une femme nommée Iwipupu pendant plusieurs nuits, pendant que son mari, le chef Tamatea-ariki-nui de Hawaiki, était absent de chez lui. Iwipupu tomba enceinte de l'entité surnaturelle, avec pour instructions de nommer l'enfant Uenuku-titi si c'était une fille, et Uenuku-rangi si c'était un garçon. Lorsque Tamatea revint, Iwipupu lui dit qu'elle avait été visitée par quelqu'un qui lui ressemblait, et il se dit alors que c'était l'esprit d'Uenuku qui l'avait mise enceinte.
Quelques mois plus tard, Iwipupu donna naissance à un enfant mort-né. Tamatea emmena l'enfant dans un tapu, où il lui coupa les cheveux, pour les enterrer plus tard. À son retour, le corps avait disparu et s'était manifesté sous la forme d'un arc-en-ciel au-dessus de l'océan, à côté de Hine-korako.
Dans une version enregistrée par Hori Ropiha de Waipawa à la fin du XIXe siècle, Iwipupu avait reçu la visite après que Tamatea ait offert un cordon ombilical à son atua, Uenuku, en le suspendant au-dessus de la fenêtre. Un enfant était né plus tard et nommé Uenuku-wharekuta.

## SculptureTe Uenuku
Selon la légende locale, l'esprit d'Uenuku aurait été amené d'Hawaiki à l'île du Nord dans une pierre par le peuple Tainui. Lorsqu'ils débarquèrent, ils firent une grande sculpture whakairo (en) en tōtara, connue sous le nom d'Uenuku ou Te Uenuku. Elle a une ouverture ronde au sommet, dans laquelle la pierre fut placée afin que l'esprit d'Uenuku habite la sculpture. La sculpture est unique dans sa forme et présente une ressemblance notable avec les styles de sculpture hawaïenne.
Aujourd'hui, le musée Te Awamutu à Waikato conserve Te Uenuku. En raison de son importance spirituelle, les photographies sont interdites sans l'autorisation du souverain maori.

## Personnages similaires

### Kahukura

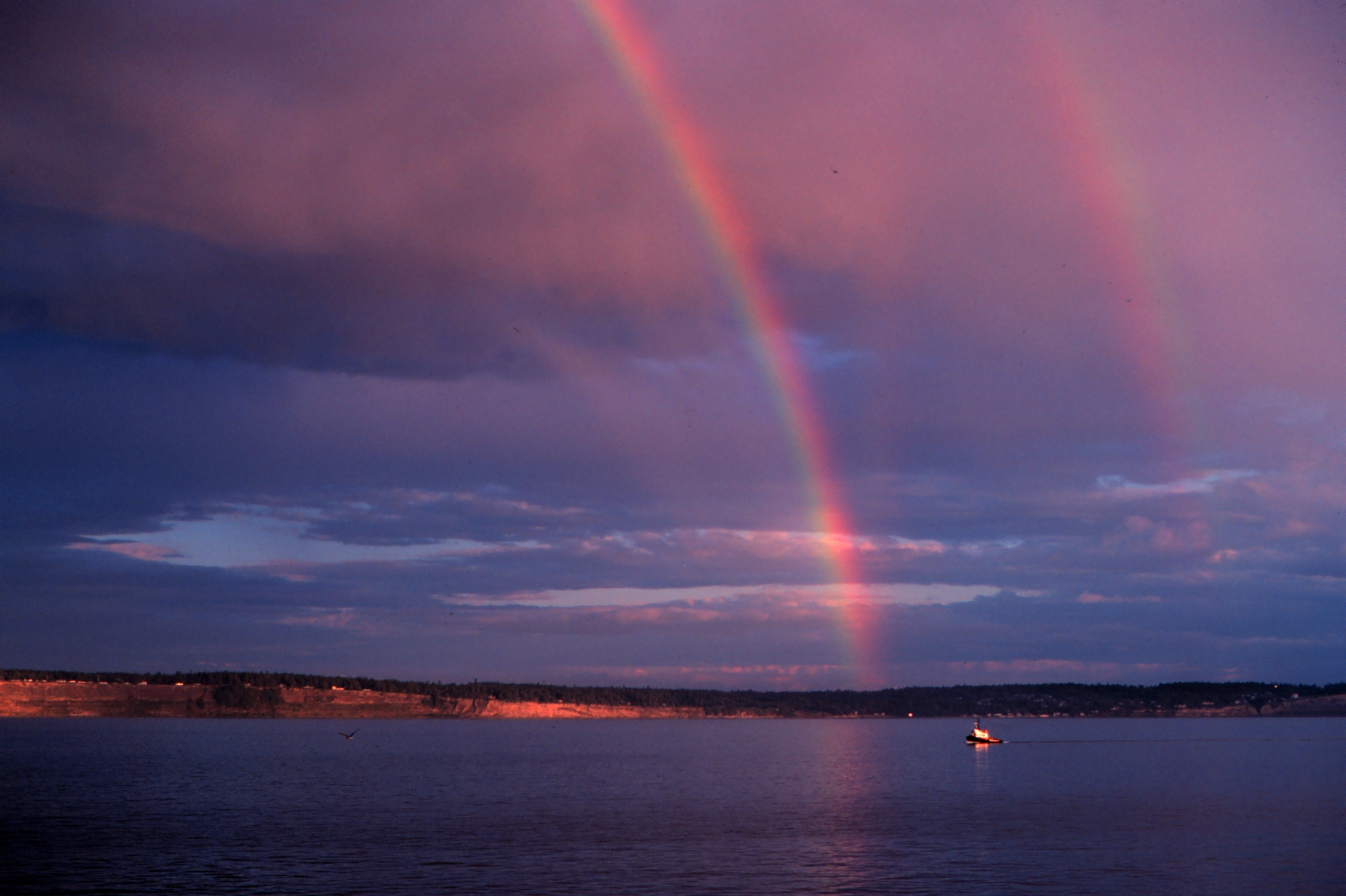
Deux arcs-en-ciel. Kahukura est une autre atua de l'arc-en-ciel. Tūāwhiorangi est son épouse, représentée par l'arc inférieur.

Dans les traditions de Ngāti Awa (en), Kahukura (également Kahukura-pango et Kahukura-i-te-rangi) est le nom d'un autre atua qui se manifeste comme l'arc supérieur lors des doubles arcs-en-ciel et peut également être un dieu de la guerre dans certains endroits dont l'apparition représente un présage. Il était le gardien spirituel invoqué par les tohunga tribaux et sollicité pour obtenir des conseils et des présages en temps de guerre. Chaque hapū avait une icône de Kahukura, souvent une petite figure en bois sculpté, qui était conservée dans un tapu. Une traduction littérale de Kahukura est « vêtement rouge ». Rongonuiatau pourrait être une atua similaire.
Il serait le descendant de Pou-te-aniwaniwa (peut-être Pou-te-anuanua de Rarotonga), et le fils de Rongo-mai (forme personnifiée de météores et de météorites) et de Hine-te-wai. En utilisant les corps de sa mère, de son père, Paoka-o-te-rangi, Totoe-rangi, Tahaina, Kaurukiruki et Hereumu, il avait construit un pont entre Hawaiki et la Aotearoa pour lui et sa femme Rongoiamo afin de traverser l'océan Pacifique. Avec ce pont, ils sont à l'origine des kūmara en Aotearoa.
L'épouse de cet atua est Tūāwhiorangi, qui apparaît comme l'arc-en-ciel inférieur lors d'un double arc-en-ciel, peut parfois être appelée « Atua wharoro mai te rangi ». Elle a entre autres noms Pou-te-aniwaniwa et Kahukura-whare.
Te Tihi o Kahukura (« la citadelle de Kahukura ») au-dessus de Ferrymead sur la péninsule de Banks à Canterbury porte son nom. Dans certaines traditions de Kāi Tahu, il recouvre les terres de forêts et d'oiseaux lors de la création, un rôle assumé par Tāne dans d'autres traditions maories. La banlieue d'Auckland Ōkahukura (Albany) porte également son nom, en maori.
Kahukura partage également son nom avec deux ancêtres ; l'un était un ancêtre de l'île du Nord qui a appris l'art de fabriquer des filets auprès des patupaiarehe, l'autre est retourné à Hawaiki à bord du Horouta (en) pour ramener le kūmara en Aotearoa.

### Haere
Haere est un nom Ngāi Tūhoe pour un autre atua de l'arc-en-ciel. Il existe au moins trois frères ou formes représentatifs : Haere-kohiko, Haere-waewae et Haere-atautu. Une histoire raconte qu'ils sont allés venger la mort de leur père et ont échoué la première fois en enfreignant une règle du tapu, puis ont réussi plus tard en utilisant des incantations. Dans certaines traditions anciennes, on dit que Moekahu, le chien atua de Tūhoe, est leur sœur. Il ne reste que très peu de souvenirs de Haere.

### ʻĀnuenue
Dans la mythologie hawaïenne, ʻĀnuenue est une jeune fille arc-en-ciel qui agit comme messagère pour ses frères Kāne et Kanaloa qui l'envoient fréquemment chercher la progéniture de Kū et Hine. Elle joue un rôle mineur dans l'histoire de Lau-ka-ʻieʻie, mais apparaît plus en évidence en tant que fantôme de Laka dans une autre histoire. Elle est peut-être connue dans toute la Polynésie sous le nom d'Anuanua.

## Dans la fiction
Le premier film réalisé par Geoff Murphy était une adaptation libre de l'histoire d'Uenuku et de son amante, la jeune fille de la brume, en 1974. Il s'agit du premier feuilleton télévisé à être entièrement diffusé en te reo (le magazine New Zealand Listener (en) a rassuré les téléspectateurs en fournissant une traduction avant la projection).